# Ben l'Oncle Soul
Benjamin Duterde, noto come Ben l'Oncle Soul (Tours, 10 novembre 1984), è un cantante francese.
Dopo la laurea nel 2004, ha iniziato a cantare in un gruppo gospel chiamato Fitiavana. Indossa spesso una cravatta a farfalla come Uncle Ben da Uncle Ben's Rice I suoi amici lo chiamavano l'Oncle Ben, ma decise di cambiare nome nel 2009, poco prima della pubblicazione del suo primo singolo discografico, Soul Wash, per evitare problemi di copyright. Il suo album di debutto omonimo è stato pubblicato da Motown Records nel 2010.
Il 25 giugno, 2011 Ben L'Oncle Soul ha aperto la 32ª edizione del Montreal Jazz Festival in un grande concerto gratuito per più di 10.000 persone al Scène TD de la place des Festivals nel cuore di Montreal. Con quel concerto fece la sua terza apparizione a Montreal dopo essersi esibito nel 2010 al FrancoFolies e nel 2011 al Montréal High Lights Festival.
Si è esibito al North Sea Jazz Festival il 9 luglio 2011, ed è apparso su Later... with Jools Holland sulla BBC 2 il 21 ottobre 2011. Ha partecipato al London Jazz Festival, suonando al The Queen Elizabeth Hall nel Southbank Centre ,Londra, nel 12 novembre del 2011.

## Discografia
- Soul Wash Lesson One (copertina dell'album scaricabile e venduta ai concerti) 2009 (EP)
  - Seven Nation Army (The White Stripes)
  - Crazy (Gnarls Barkley)
  - Barbie Girl (Aqua)
  - Sympathique (Pink Martini)
  - I Kissed a Girl (Katy Perry)
  - Say You'll Be There (Spice Girls)

- Ben l'Oncle Soul 2010
  - Seven Nation Army (versione rimasterizzata) (singolo)
  - Soulman (singolo)
  - Petite Sœur (singolo)
  - Mon amour
  - Elle me dit (singolo)
  - I Don't Wanna Waste
  - Come Home
  - L'Ombre d'un homme
  - Ain't Off to the Back
  - Lise !
  - Demain j'arrête
  - Partir
  - Lose It
  - Back for You

- Live Paris 2011

CD
- - Intro Cold Sweat
  - Soulman
  - Petite Sœur
  - Elle Me Dit
  - Come Home
  - Crazy (Gnarls Barkley)
  - Try A Little Tenderness / Lise 
  - Seven Nation Army  (The White Stripes)
  - L'Ombre D'Un Homme
  - Back For You
  - Ain't Off To The Back / Spy feat Beat Assaillant
  - Lose It / Smile feat 20syl (Hocus Pocus)
  - Mon Amour

DVD
- - Intro Cold Sweat
  - Soulman
  - Petite Sœur
  - Fa Fa Fa  Sad Song (Otis Redding)
  - Elle Me Dit
  - Come Home
  - Crazy (Gnarls Barkley)
  - J' T'aime - Freddy
  - Try A Little Tenderness / Lise
  - Seven Nation Army (The White Stripes)
  - L'Ombre D'Un Homme
  - I Got A Woman (Ray Charles)
  - Back For You
  - Ain't Off To The Back / Spy feat Beat Assaillant
  - Mess Around Interprété par Opé Smith (Ray Charles)
  - Superstition Interprété par Ulrich Kwasi (Stevie Wonder)
  - Lose It / Smile feat 20syl (Hocus Pocus (gruppo musicale))
  - Mon Amour
  - Stir It Up (Bob Marley)
  - Soulman Final
  - Outro Move on up (Curtis Mayfield)